# Sciaphila aneitensis
Sciaphila aneitensis là một loài thực vật có hoa trong họ Triuridaceae. Loài này được Hemsl. miêu tả khoa học đầu tiên năm 1907.